# Yawalapiti
Yawalapiti là một bộ lạc ở lưu vực Amazon ở Brasil. Bộ lạc này sinh sống giữa rừng già thuộc vườn quốc gia Xingu, bang Mato Grosso, Brasil. Bộ lạc Yawalapiti dân bộ lạc sinh sống trong những ngôi nhà được xây bằng tre trúc, mái lợp bằng cỏ tranh phủ xuống tận nền nhà. Thức ăn chủ yếu của bộ lạc là cá. Ngay từ nhỏ, những cậu bé 6-7 tuổi đã bắt đầu tập luyện bắt cá bằng cung tên. Người Yawalapiti thường bắt cá trên sông Xingu và những kênh rạch trong vùng. Bộ lạc này có nhiều cách bắt cá khác nhau, trong đó có cách sử dụng chất độc tự nhiên từ cây Timbo để làm tê liệt đàn cá dưới nước.